# 개인숭배

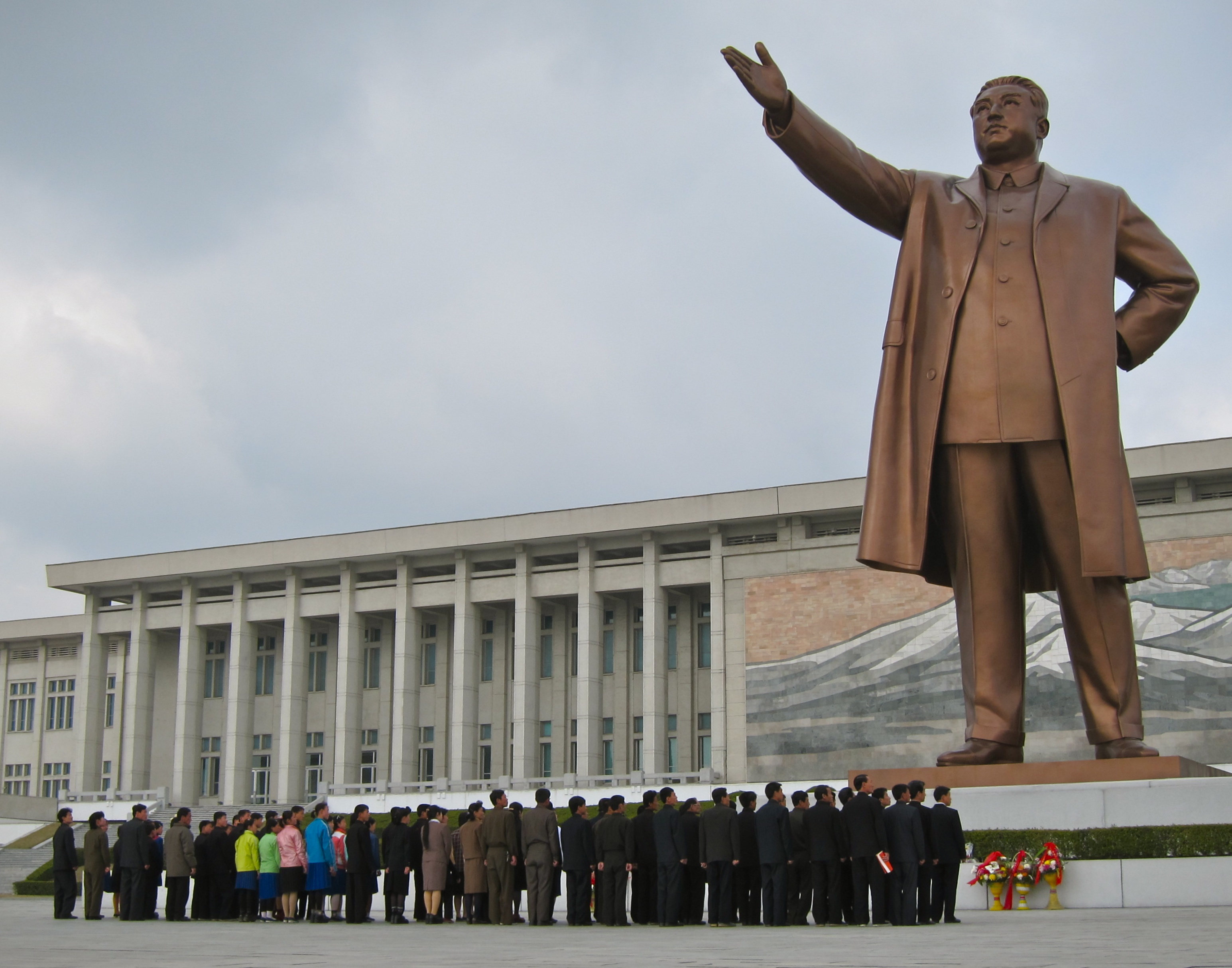
조선민주주의인민공화국 평양의 김일성 동상과 참배객들

개인숭배(個人崇拜, 영어: cult of personality)는 독재자나 정부가 자신이나 특정 인물을 대중 매체, 프로파간다와 같은 방법으로 이상적, 영웅적이고 종종 신성한 성격을 부여하여 숭배의 대상으로 하는 행위이다. 사회학자 막스 베버는 권위의 3부 분류에서 개인 숭배 현상을 “카리스마적 권위주의”로 분류했다. 위인의 신성화와 개인 숭배는 형태적으로는 유사하나 대중 매체와 프로파간다의 사용 유무에 따라 구분된다.

## 어원
“개인 숭배”라는 용어는 1800년에서 1850년경에 영어권에서 독일어권과 프랑스어권과 함께 사용되기 시작했다. 처음에는 낭만주의 시대때 “천재에 대한 추종”이란 용어로 쓰였고 정치적인 뜻은 포함되지 않았다. 1877년에 카를 마르크스에 의해 최초로 정치적인 용어로 쓰이게 되었다. 이후 니키타 흐루쇼프의 스탈린 격하 운동 때 “개인 숭배”라는 말로 유명해지게 되었다.

## 배경

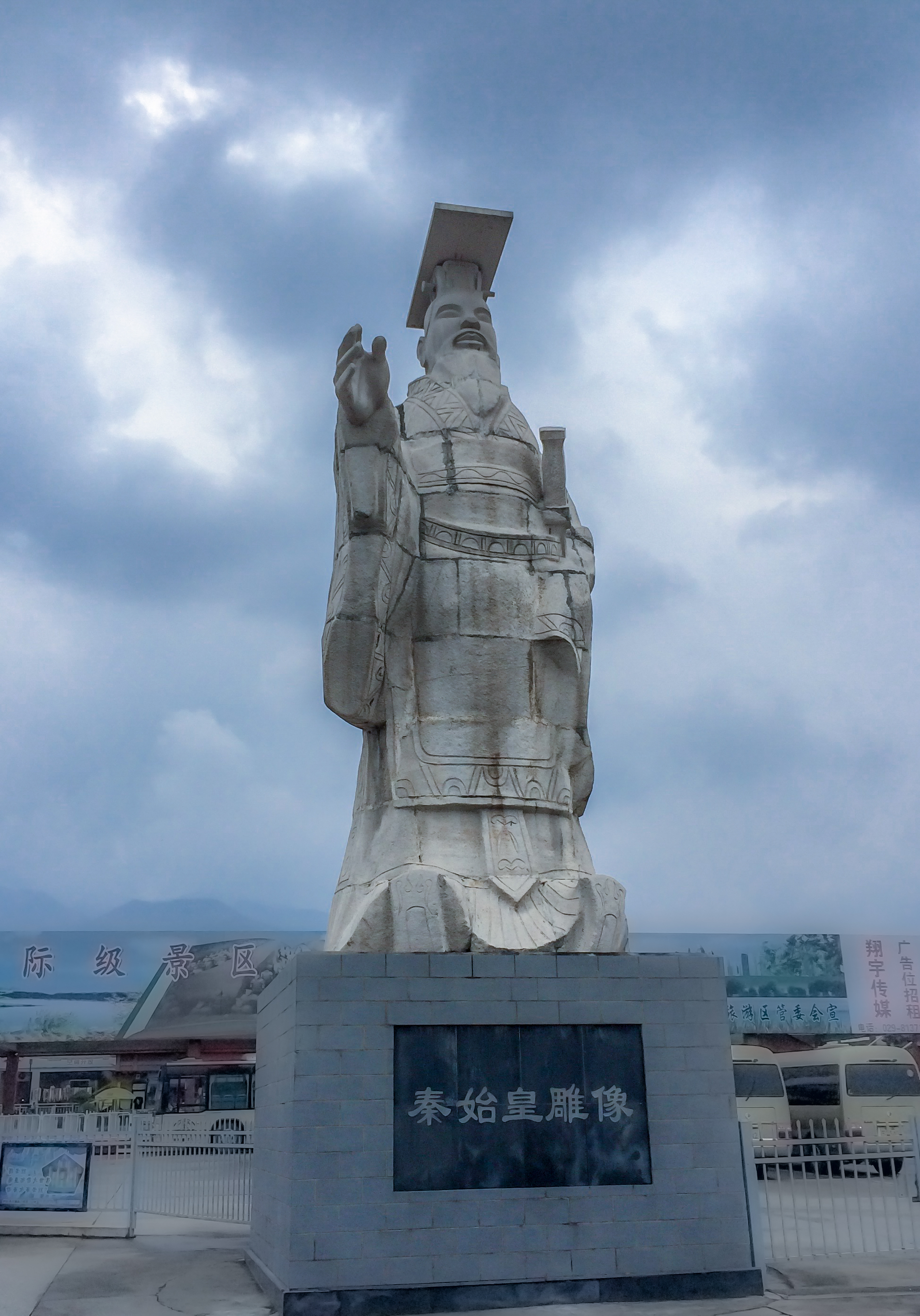
진 시황제 동상

역사 속에서, 거의 모든 군주와 국가 원수들은 엄청난 규모의 숭배 작업을 한 적이 있었다. 왕권신수설에 따르면 군주의 정권은 신에 의해 부여받았다고 한다. 고대 이집트, 일본, 잉카 제국, 아즈텍 제국, 티베트, 시암, 로마 제국과 같은 제국들은 특히 군주를 신격화한 것으로 알려져 있다.
18세기와 19세기 이후 유럽과 북아메리카에서 민주주의와 세속주의의 확산 이후로 군주들은 자신들의 특별한 아우라를 만들기가 어려워졌다. 그러나 사진술, 녹음 기술, 영화, 대량 생산 기술, 공립 학교와 상업용 광고 기술의 발전은 이전에는 보지 못한 새로운 형태로 지도자들을 좋은 이미지로 미화할 수 있게 되었다. 이 때문에 20세기에는 유명한 개인 숭배 현상들이 많이 나타나게 되었다. 이러한 숭배는 정치 종교의 한 부분으로 보기도 한다.

## 목적
개인 숭배 현상은 전체주의 정권이 급진적인 사상에 따라 사회를 변혁하려고 할 때 만들어진다. 때때로 혁명적인 변혁을 주도시킨 지도자가 자신이 없으면 국가의 밝은 미래는 오지 않는, 국가의 “자애로운 지도자”로 다루어지는 경우도 많다. 개인 숭배 현상은 20세기에 일어난 아돌프 히틀러나 베니토 무솔리니, 이오시프 스탈린과 같은 전체주의 권력을 정당화시키는 역할을 했다.
모든 독재 권력이 개인 숭배를 시행하지 않고, 개인 숭배 현상은 독재 국가에서만 일어나는 것이 아니라 민주주의 국가에서도 일어난다. 그리고 어떤 독재자들은 자신에 대한 과찬을 최소화하는 사례도 있다. 크메르 루주의 독재자 폴 포트의 경우에는 공식석상에 거의 나타나지 않았고, 그의 정권이 끝날 때까지 해외에서는 그의 정체에 대해 논쟁거리가 되었다.

## 예시

### 아프가니스탄
아프가니스탄의 최초의 공산주의 지도자 누르 모하마드 타라키는 혁명 성공 이후 정당과 정부 회담, 대중 매체에서 “위대한 지도자”, “동쪽의 별”, “위대한 사상가"라는 별명이 붙여졌다.

### 알바니아
알바니아의 장기 집권한 엔베르 호자의 경우 스탈린 및 마오쩌둥과 유사한 방식의 개인 숭배를 벌였다. 호자는 사실상 정치, 경제, 사회, 군사 쪽의 모든 분야에서 광범위하게 천재라고 묘사되었다. 각 도시마다 동상들이 세워지고 교과서에는 그가 말한 어록들이 포함되었다. 알바니아 노동당 집권 시기에는 호자를 “자애로운 동무”, “유일한 지도자”, “위대한 교사”라는 이름으로 극찬했다.

### 아르헨티나
아르헨티나의 대통령 후안 도밍고 페론과 그의 두 번째 부인 에바 페론은 아르헨티나 사람들에게 엄청난 지지를 받았고 현재에도 아르헨티나 정의당의 상징으로 남아있다. 페론의 추종자들은 페론이 가난을 척결하고 노동자들의 권익을 보장했다고 추앙했지만, 반대파들은 그를 선동가라고 주장하며 독재자로 인식한다. 페론은 그들의 지지자인 페론주의자들을 규합하고 정권을 잡기 위해 그와 그의 아내에 대한 숭배 작업을 벌였다.

### 아제르바이잔

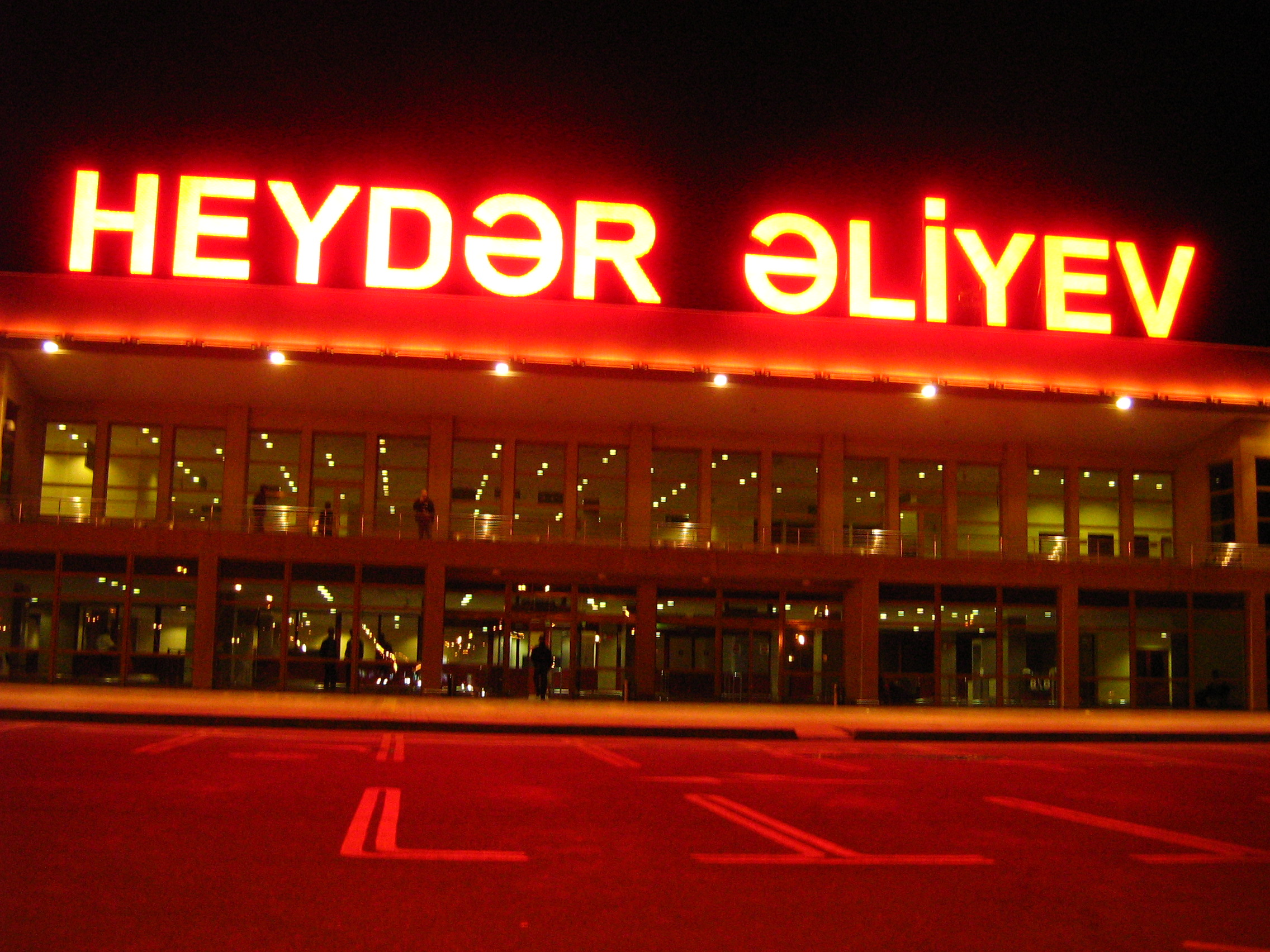
그의 이름이 새겨진 헤이다르 알리예프 국제공항.

헤이다르 알리예프의 개인 숭배 작업은 1993년 대통령 취임과 2003년에 그가 사망할 때까지 아제르바이잔의 정치와 사회의 막대한 영향을 주었고 그의 아들 일함 알리예프가 권력을 승계했다. 알리예프는 구 소련의 소련 공산당 정치국의 회원과 1967년부터 1987년까지 아제르바이잔 소비에트 사회주의 공화국의 지도자로 있었고 1993년에 아제르바이잔 대통령이 되었다. 취임 후 가족과 정당 회원, 석유 수입과 후원을 기반으로 독재 권력을 구축했고 아제르바이잔에서는 알리예프를 '“아제르바이잔의 아버지”라고 찬양했다.

### 중국

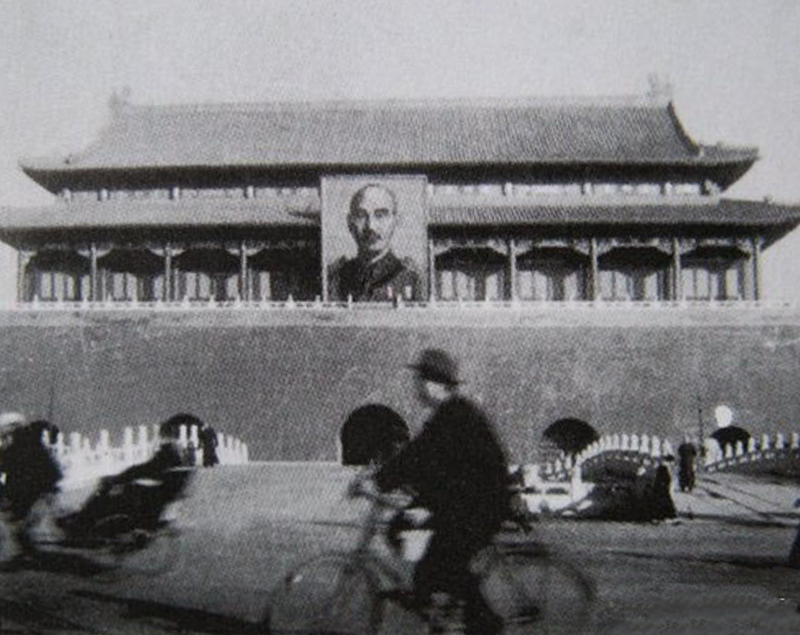
천안문의 장제스 사진이 걸린 모습

근현대의 개인 숭배는 중국 국민당과 중화민국이 있게 한 쑨원(孫文)에 집중되어 있다. 쑨원 사후 개인 숭배는 장제스(蔣介石)에게 집중되었으며 정부가 타이완(臺灣)으로 이전할 때도 개인 숭배가 시행되었다. 보통 “장공(蔣公)”으로 많이 불렸으며, 인쇄물에 박힌 그의 이름은 그의 직위와 이름 사이를 띄어쓰기하게 되었다. 장제스를 찬양하는 교과서와 노래들은 1987년(계엄령 해제)까지 흔히 볼 수 있었다.
중화인민공화국의 마오쩌둥(毛澤東)이 한 행적에는 개인 숭배가 포함되어 있었다. 1981년 이전의 중화인민공화국의 문화는 마오쩌둥의 개인 숭배의 영향을 많이 받았으며 마오쩌둥 숭배는 문화대혁명기에 최정점을 찍었다. 마오쩌둥은 대체로 “위대한 지도자 마오 주석”으로 불렸고 문화 대혁명 시기에 “위대한 지도자이며 최고 군 사령관이며 위대한 선생님이며 위대한 조타수”의 명칭이 붙여졌다. 그의 어록들이 담긴 책과 뱃지들이 대량 생산되었으며, 대부분의 사람들은 마오 주석의 어록을 낭송하거나 요구당했다. 충성 무용도 문화대혁명기간 동안 시행되었다.
문화 대혁명은 마오쩌둥 사후에도 계속되었다. 그의 권력 계승자인 화궈펑(華國鋒) 또한 자신을 “뛰어난 지도자 화 주석”이란 말로 숭배되었다. 그러나 1990년 개혁 개방 이후 개인 숭배 동상은 파괴되었고 현재 중국 공산당은 개인 숭배를 문화 대혁명기간의 혼돈 때문에 좋지 않게 본다.

### 도미니카 공화국

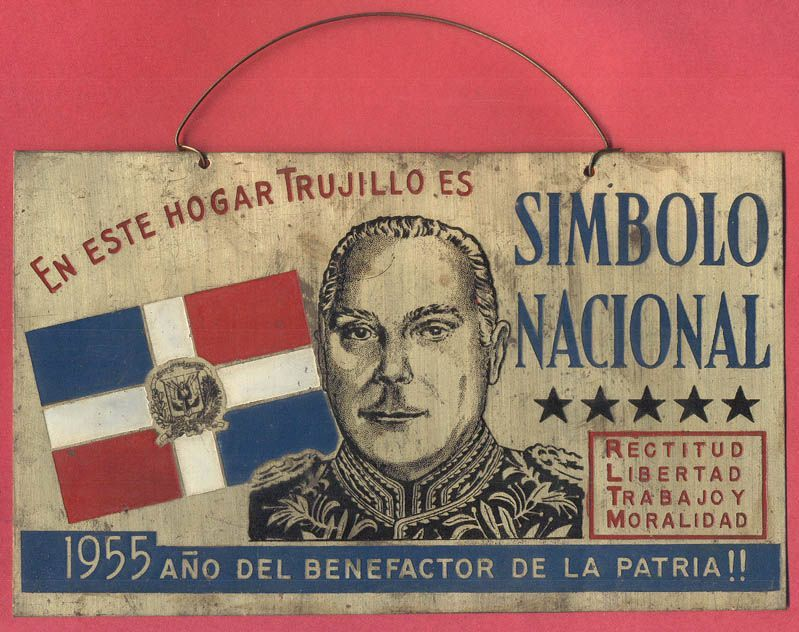
트루히요를 찬양하는 어록

도미니카 공화국의 독재자 라파엘 트루히요의 30년간 장기 독재 기간에는 개인 숭배로 인한 트루히요 찬양 기념비가 전국에 설치되었다. 그의 친위 내각은 수도인 산토도밍고를 “트루히요 시(Ciudad Trujillo)"로 개정하고, 산크리스토발 주를 ”트루히요 주“, 가장 높은 봉우리인 두아르테 산을 ”트루히요 산(Pico Trujillo)"으로 개정한 것에 대해 압도적인 찬성표를 던졌다. “엘 헤페”라는 그를 기리는 동상은 도미니카 전국에 세워졌으며 다리와 공공기관에 그의 명예를 기리는 문구가 새겨졌다. 국영 신문은 앞면에 그를 찬양하는 문구들을 새겼으며, 자동차 번호판에는 “트루히요 만세!”나 “국가의 후원자(트루히요)의 해”라는 문구들이 새겨졌다. 산토도밍고에는 “신과 트루히요(Dios y Trujillo)"라는 문구가 밤낮 구분 없이 항상 보일 수 있게 하는 전광판이 설치되었다. 심지어 교회에까지도 ”천당에는 하느님, 지상에는 트루히요(Dios en cielo, Trujillo en tierra)“라는 찬양구를 걸어야 했다. 라틴 아메리카의 다른 독재자와는 달리 국가 자체를 개인 소유의 땅으로 취급했으며 그의 가족들도 개인 숭배 대상에 지목되었다.

### 프랑스령 인도차이나
프랑스령 인도차이나의 일부였던 캄보디아의 학생들은 1940년대 초반 제독인 필리프 페탱을 “우리의 아버지, 우리의 지도자, 영광스러운 그의 이름... 악마로부터의 수호자”라는 문구로 시작하며 기도를 드려야 했다.

### 나치 독일
나치 독일의 총통이었던 아돌프 히틀러는 대중 선전에서 그 스스로를 “독일인의 최고 심판, 독일 제국의 일등 병사, 신독일의 일등 노동꾼, 영원한 최고 군 사령관, 유럽의 최고 군 지도자, 신성한 산의 신성한 수호자”로 이름을 붙였다. 당시의 대중 문화는 히틀러를 두드러지게 표현했으며 히틀러를 독일인들에게 존경받고 사랑을 받는 신과 같은 형체로 묘사되었다.

### 아이티
아이티의 독재자 프랑수아 뒤발리에는 그 스스로를 우상화하고 자신을 국가의 화신으로 비유했다. 아이티 전통 부두교를 부활시키고 나중에 그 스스로를 부두교의 성직자로 주장하여 자신의 권력을 굳혔다. 자신의 우상화를 더욱 받아들이게 하기 위해서 자신을 부두교의 죽음의 화신인 “바론 사메디”에 비유했다. 화신의 형태를 하기 위해서 선글라스를 착용하고 콧소리가 섞인 목소리를 사용한 것이 유명하다. 뒤발리에 정권은 그를 “국가의 아버지”라고 선전했고 심지어는 그를 “파파 독(Papa Doc)”이라고 부르며 신격화시켰다.

### 이라크
이라크의 독재자 사담 후세인의 독재 권력 구축의 결과로 후세인 숭배 현상은 이라크 사회에 영향을 많이 주었다. 이라크 전역에 걸쳐서 그의 그림, 포스터, 두상, 벽화가 건립되고 그려졌으며 학교나 공공 장소, 공항, 학교, 백화점 벽면, 그리고 이라크 화폐에 그의 얼굴이 새겨졌다. 후세인의 개인 숭배는 이라크 사회에 있는 다양한 집단들을 결속시키는 데 영향을 주었다. 후세인은 베두인복장이나 쿠르드족 전통 의상, 서구식 양복과 같이 복장이 다양했는데, 베두인족과 쿠르드인의 통합, 현대적인 지도자로 보이기 위한 장치였다. 또한 그를 예복을 갖추고 메카를 향해 기도하는 독실한 무슬림으로 묘사하기도 했다. 국제 공항, 대학, 다리, 댐, 경기장, 문화 센터, 거리, 도시 구획지, 로켓과 같은 물체들에 사담의 이름이 새겨졌다. 후세인은 개인용 궁전에 황금 수세식 변기도 사용할 정도로 사치스러운 생활을 했으며, 국가 지도자들이 그에게 선물한 물품들은 그의 궁전에 전시되었다. 또한 네부카드네자르 궁전과 같이 현대에 재건축된 고대 유품들에 자신의 이름이 새겨지도록 명령했다. 그가 쓴 전기와 문학은 지식을 측정하기 위해서 학교에서 의무적으로 배워야 했다. 수많은 문학, 음악, 과학적 지식과 찬양 문구들은 그에게 바쳐졌으며 국영 방송사는 화면 구석에 모스크와 함께 그의 얼굴이 들어갔다. 하지만 몰락 이후 그의 동상들과 기념비는 모두 파괴되었고 우상 숭배들도 모두 해제되었다.

### 이탈리아
파시스트 이탈리아의 통치자 베니토 무솔리니는 그의 통치 아래에 많은 우상화 작업을 벌였다. 우상화 작업은 “무솔리니의 말은 언제나 옳다”로 시작했다. 비록 그가 르네상스 인, 군, 가족으로도 그려졌지만, 대개 그는 마초로 표현되었고, 모든 것에 능통한 만능인으로도 묘사되었다. 제1차 세계 대전 당시에 죽음을 이겨낸 것과 암살시도의 미수 신화는 독재자인 그를 신비롭고 불멸의 존재로 그려내었다. 게다가 매체들은 무솔리니를 신에게 선택받았는 것으로 묘사했고, 그를 전능하고 신과 같은 초인처럼 그려내었다. 매체에서 그는 이탈리아인을 지적으로, 물질적으로, 영적으로 한층 끌어올렸다고 주장했다. 권력을 잡기 전부터 그를 찬양하는 노래가 존재했으며, 에티오피아 침공은 무솔리니의 야망인 로마 제국 부활이 그 목적이었다.
이탈리아가 민주주의를 회복한 후에도 실비오 베를루스코니와 같은 사람들이 2000년대에 들어서 자신이 장악한 언론을 통해 우상화 작업을 벌인다는 비판을 받고 있다. 그의 정당의 찬송가는 “베를루스코니에게 감사하자”이다. 정당에서 그 자신을 자주 “예수”에 비유된다. 이러한 영향으로 인해 공공 여론에서는 베를루스코니가 이탈리아의 새로운 정치적인 영향을 가져왔고, 정치가의 카리스마가 부각되었으며, 언론을 통한 우상 숭배가 시도되었음을 드러냈다. 그는 이전에 10년간 4번에 걸쳐서 총리직을 연임했다.

### 리비아
리비아 아랍 자마히리야 시절의 독재자 무아마르 알 카다피 시절에 개인 숭배가 시행되었다. 그의 얼굴은 여러 가지 물건, 포스터, 시계, 학생의 책가방에까지 그려졌다. 그의 어록들이 담긴 녹색서는 전국적으로 배포되었고 그의 어록들은 공항, 거리, 심지어 펜에까지 새겨졌다. 그 자신은 우상화를 원하지 않으나 리비아 국민들은 우상화를 원한다는 말까지도 했다. 리비아 전역에서 그의 지지자 무리들은 그에 대한 행사가 시행될 때마다 그를 찬양하거나 관심을 끌기 위해 나타났다. 카다피는 특유의 길고 강렬한 연설을 했던 것으로 유명한데, 주로 미국이나 이스라엘을 비판했던 것이 주 내용이었다.

### 말라위
말라위를 통치했던 독재자 헤이스팅스 반다는 말라위 전역에 걸쳐서 광범위한 개인 숭배를 시도한 것으로 유명하다. 모든 사무용 건물 외벽에는 그의 초상화가 반드시 걸려있어야 하며, 시계나 그림, 포스터와 같은 다른 물건들이 그의 초상화 위에 거는 것을 금지했다. 영화 상영 시작 전에 찬송가가 울리기 전에 항상 반다에 관한 영상이 나왔다. 반다가 어떤 도시를 순방하면, 항상 도시의 대표 여성이 공항에서 그를 접대하고 그를 위해 공연을 벌였다. 대통령을 접대하기 위해 특별한 옷을 입고 공연을 해야 했다. 이전 정부에 세워졌던 교회 건물들은 모두 폐쇄되었다.

### 말레이시아
말레이시아는 개인 우상화를 하기 보다는, 다른 사람들에 의해 우상화되곤 한다. 물론 조선민주주의인민공화국처럼 강제적인 편은 아니나, 반대를 하면 그에 따른 처벌이 따라 종종 문제가 되곤 한다. 1957년 독립 이래 장기집권 중인 통일말레이국민조직(UMNO)은 역대 지도자들마다 호칭을 붙이고 있으며 사실상 일당 독재를 강행하고 있는데, 호칭이 붙는 지도자들은 국왕은 아니나 실권자인 총리이다. 독립 후 현재까지 집권하고 있는 총 6명의 총리들 모두가 UMNO 출신들이고, 성향은 조금씩 다르나 총리가 바뀔 때마다 우상화 논란을 피하지 못한다. 초대 총리인 툰쿠 압둘 라만은 '독립의 아버지', 2대 총리 압둘 라자크 후세인은 '개발의 아버지', 3대 총리 후세인 온은 '단결의 아버지', 4대 총리 마하티르 빈 모하맛는 '현대화의 아버지', 5대 총리 압둘라 아마드 바다위는 '인적 자원개발의 아버지'. 그렇다고 해서 지도자를 찬양, 지지할 필요는 없지만, 반대할 경우 국가 안보에 위협이 된다 하여 결코 안전하다고 할 수 없다. 현재 나집 라작 정권도 부분적인 우상화가 있으며, 아직도 반대자들이 탄압받는 건 부정할 수 없다. 심지어는 선거 때마다 부정을 저질러 정권을 연장하여, '지도자는 바뀔 지 몰라도 정권은 영원하다'는 식의 비판이 나오고 있다.

### 조선민주주의인민공화국

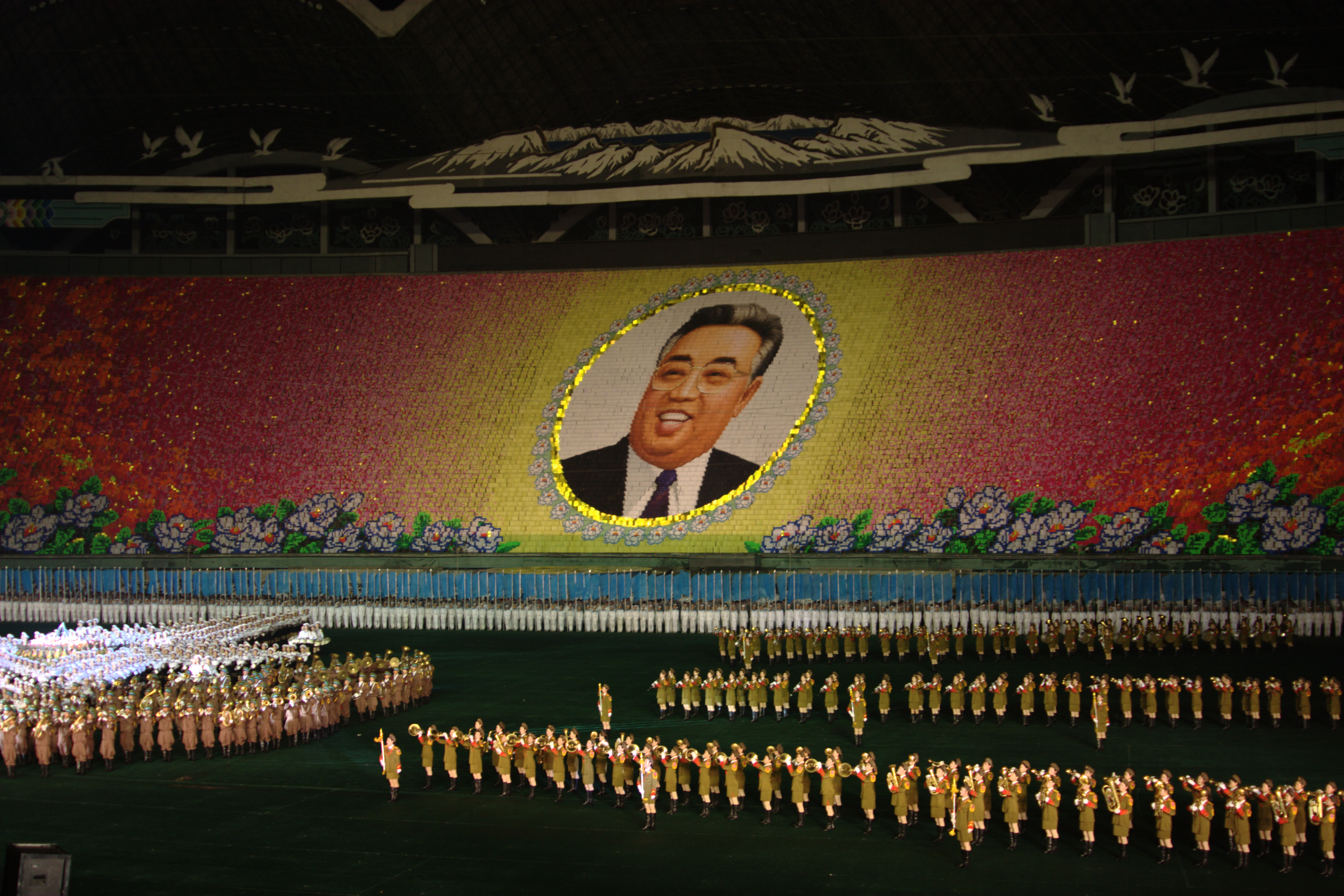
조선민주주의인민공화국의 개인 숭배 현상의 일환인 아리랑 축제의 모습.

저널리스트 브래들리 마틴은 조선민주주의인민공화국의 김일성과 김정일이 행한 개인 숭배를 보도했다. 1979년 그가 조선민주주의인민공화국을 취재 당시에 거의 대부분 음악, 미술, 조각에서 김일성을 “위대한 지도자”로 추앙했으며, 개인 숭배 현상은 그의 아들인 김정일에까지 확장되어, 그를 “친애하는 지도자”로 추앙하였다. 그러나 김일성은 자기 자신이 개인 숭배를 했다는 사실을 부인했다. 미국 종교의 자유 수사팀은 조선민주주의인민공화국의 학생들이 개인 숭배의 일환으로 김일성을 감사하는 것을 배운다는 것을 찾아냈다. 김일성에 대한 추앙은 그가 죽은 1994년 이후에도 계속되었고, 김일성이 영원히 살기를 기념하는 “영생”기념비가 전국적으로 건립되었고, 각 기념비마다 그의 생일이나 그가 죽은 일자에 모금활동을 하도록 되어있다. 2011년 김정일 사망 이후 김정은에게도 숭배 현상이 나타나고 있다.

### 필리핀
다른 국가들이 국가 지도자가 개인 숭배를 벌이는 것이라면, 필리핀에서는 지역 정치인들이 자신의 입지를 확보하기 위해 개인 숭배를 벌이기도 한다. 그들은 대중 매체에서 자주 “에팔 정치인”으로 명명되는데, 이때 “에팔”이란 필리핀 속어로 “관심을 끄는 사람”의 뜻을 지닌다. 지역 정치인들은 정부 프로젝트 게시판에 자신의 이름과 사진을 걸며 자신의 이미지 향상을 한다. 이러한 정치인 홍보가 심해지자 상원 법안 제 1967호, 혹은 반(反)에팔 법안으로 불리는 이 법안은 2011년 11월에 상원 미리암 산티아고가 정치인들의 에팔 행위를 근절하고자 제출했으며, 2013년에 다시 제출하였다.

### 폴란드
폴란드의 개인 숭배 현상은 폴란드의 군 사령관이자 정치인인 유제프 피우수트스키가 1, 2차 세계 대전 사이에 시작하여 그의 사후인 1935년에도 계속 지속되었고 현재에도 영향을 미치고 있다. 1, 2차 세계 대전 사이에 피우스트스키의 숭배 현상은 대중 매체에 의해 그를 정치적 선지자와 능숙한 전략가로 포장했다. 숭배 현상은 그의 업적인 1차 대전 후유증 기간의 폴란드 독립과 소련-폴란드 전쟁, 수십년의 불경기 회복과 연관을 지었으며 특히 폴란드의 공산 정권 때 그를 많이 찬양 하였다. 현재에도 피우스트스키는 폴란드 역사에서 많은 긍정적 역할을 한 것으로 기록되었고 폴란드의 독립기념일은 1차 세계 대전 이후 그의 권력기반을 다진 11월 11일에 맞춰졌다.

### 루마니아
냉전기간 동안, 루마니아의 독재자 니콜라에 차우셰스쿠는 동구권 내에서 가장 개인 숭배를 많이 한 것으로 유명하다. 특히 그의 개인 숭배 현상은 조선민주주의인민공화국의 김일성 정권을 많이 차용했다. 본디 차우셰스쿠 자신에게만 개인 숭배를 행했지만 1980년대에 들어서 그의 아내인 엘레나 차우셰스쿠도 1989년 정권이 붕괴되기 전에 숭배 대상이 되었다.

### 시리아
시리아에서 권력 유지 전략의 일환으로써, 하페즈 알아사드는 국가 주도의 개인 숭배를 벌였다. 영웅적인 활동을 벌이고 있는 그의 모습을 그린 그림을 시리아 전역의 공공 기관에 배치했다. 유명한 장소의 이름에 자신이나 자기 가족 구성원의 이름을 붙였으며, 학교에서는 하페즈 알아사드를 찬양하는 노래를 가르쳤다. 학교에서 교사가 수업을 시작하기 전에 “우리의 영원한 지도자, 아사드여”라는 아사드를 찬양하는 노래를 항상 부르게 하였다. 그의 조각상은 항상 선지자 무함마드옆에 늘 같이 제작되었으며, 그의 사후에는 그의 어머니가 후광이 나도록 그렸다. 시리아 정부는 그를 “성인”으로 간주하였다. 그의 우상화 작업은 시리아 국민들이 그를 지적이고, 우월하고, 겸손한 지도자로 인식되는데 큰 역할을 했고 그의 아들 바샤르 알아사드에게까지 이어졌다.

### 스페인
프란시스코 프랑코정권 기간의 스페인은 스페인 내전이 끝난 1939년부터 카우디요라고 불리는 군사 독재 기간에 들어갔다. 군사 독재 기간 초기 1년 기간에만 20만명의 스페인인이 정치적 숙청과 기근, 내전으로 인한 질병으로 사망하였다. 그는 최고 사령관 직책을 상징하는 제복을 입었고, 파르도 궁전에서 집무했고, 그의 모습은 동전에서도 볼 수 있었는 등 스페인의 왕으로써의 모습을 보이려고 했다. 실제로 그의 공식적인 지위는 “국가 원수”나 “스페인군 총 사령관”이었으나, “신의 축복이 깃든 스페인의 지도자”라고 불리기도하였다. “신의 축복이 깃든”이란 이름은 국왕에게 붙여지는 호칭이나 국왕이 아닌 사람이 붙여지는 사례는 프랑코가 유일했다. 프랑코는 스페인의 단일 체제를 추구하고 중앙 집권화를 추구하여 투우나 플라멩고와 같은 스페인 고유의 전통을 지켰으나, 바스크나 카탈루냐와 같은 지방 문화나 그 외의 문화들은 “스페인식”이 아니라는 이유로 탄압받았다. 탄압받은 대표적인 예로는 카탈루냐의 사르다나 전통 춤이다. 1960년대부터 문화 검열이나 탄압은 약해지기 시작했다.

### 토고
2004년 이코노미스트지에 따르면, 토고의 독재자 냐싱베 에야데마는 토고 젼역에 걸쳐서 학교에서 그의 섬기는 노래를 부르도록 요구한다.

### 터키

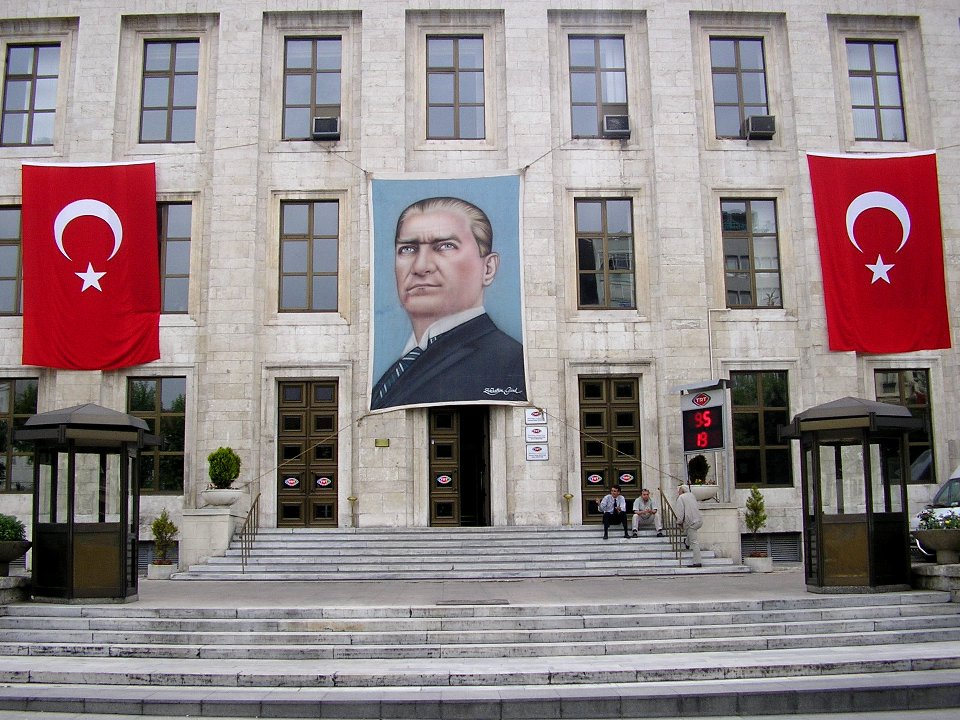
이스탄불에서 아타튀르크를 기리는 초상화.

터키에서, 무스타파 케말 아타튀르크를 기념하는 건축물이 터키 전역에 분포해있다. 그를 기리는 건축물로는 아타튀르크 국제공항, 금각만 위에 설치된 아타튀르크 다리, 아타튀르크 댐, 아타튀르크 올림픽 스타디움이 있다. 그를 주로 “위대한 지도자”, “영원한 사령관”, “최고의 교사”, “터키의 영원한 지도자” 등으로 부른다. 아타튀르크 동상은 터키의 모든 도시에서 터키 정부에 의해 건립되었고, 대부분의 도시에서 그의 얼굴이나 이름을 볼 수 있다. 그의 초상화는 터키의 모든 공공 기관, 학교, 교실, 교과서, 터키 화폐에서 볼 수 있으며, 터키 집안에서도 그의 초상화가 걸려 있다. 그의 사망 시기인 11월 10일 오전 9시 5분경에는 모든 일이나 운전을 중단하고 그를 기리는 추모식을 한다. 1951년에, 터키 의회는 그를 모욕하거나 그를 기리는 기념비를 파괴하는 행위를 불법으로 간주하고 처벌하기 시작했고 현재에도 이 법은 유효하다. 정부 홈페이지는 이 법안을 위반한 홈페이지를 처벌하기 위한 프로그램을 만들었으며, 터키 정부는 그를 모욕하는 발언이 담긴 홈페이지를 차단하기 시작했다.
아타튀르크 숭배는 1920년 그를 새긴 동상이 건립되면서 시작했다. “아타튀르크”라는 말 자체가 “터키의 아버지”라는 말이며, 이후 “아타튀르크”라는 말은 터키 정치와 사회에서 깊은 영향을 받았고, 이후 아타튀르크의 개인 숭배 현상은 학계에서 흥미를 끌기도 했다. 한편 아타튀르크 숭배 현상은 “현재에서 가장 긴 숭배 현상”으로 불리기도 한다.

### 투르크메니스탄
투르크메니스탄의 대통령 사파르무라트 니야조프가 1985년부터 2006년까지 정권을 장악했을 때 이례없는 개인 숭배를 벌였다. 니야조프는 루흐나마라는 책을 펼쳐서 학교에서 학생들에게 자신들의 위대함을 주입시켜서 그를 찬양하도록 했는데, 조선민주주의인민공화국의 김일성과 사실상 마찬가지로 책에는 그에 대한 창조 신화도 들어있었다. 니야조프 정권 시기에 표현의 자유와 출판의 자유는 극도로 억압되었으며, 그를 반대하는 세력들은 수용소에 끌려가거나, 해외로 추방당했으며, 국외로 망명을 가기도 했다. 또한 남겨진 그의 유가족들은 이후에 그의 어용 정권에게 핍박당했다. 투르크메니스탄 전역에서 그를 기리는 초상화나 동상이 건립되었으며, 텔레비전 방송에서도 그의 실루엣이 담긴 로고를 사용하기도 하였다. 그의 사망 이후 미 정부는 니야조프 숭배 현상을 “국가 주도의 종교”라고 평가하였다.
그의 사후 숭배 현상은 막을 내렸는 것 같으나, 국제 인권 감시회가 출판한 “2012년 세계 현황” 에 따르면, 구르반굴리 베르디무함메도프가 그의 뒤를 이어 숭배를 벌이는 것으로 밝혔다. 프랑스 통신사와 국경 없는 기자회에 따르면 이전의 대통령과 마찬가지로 투르크메니스탄 전역에 그를 기리는 동상과 초상화가 이전 대통령을 대신해서 새로운 대통령인 베르디무함베도프를 기린다고 밝혔다.

### 베트남

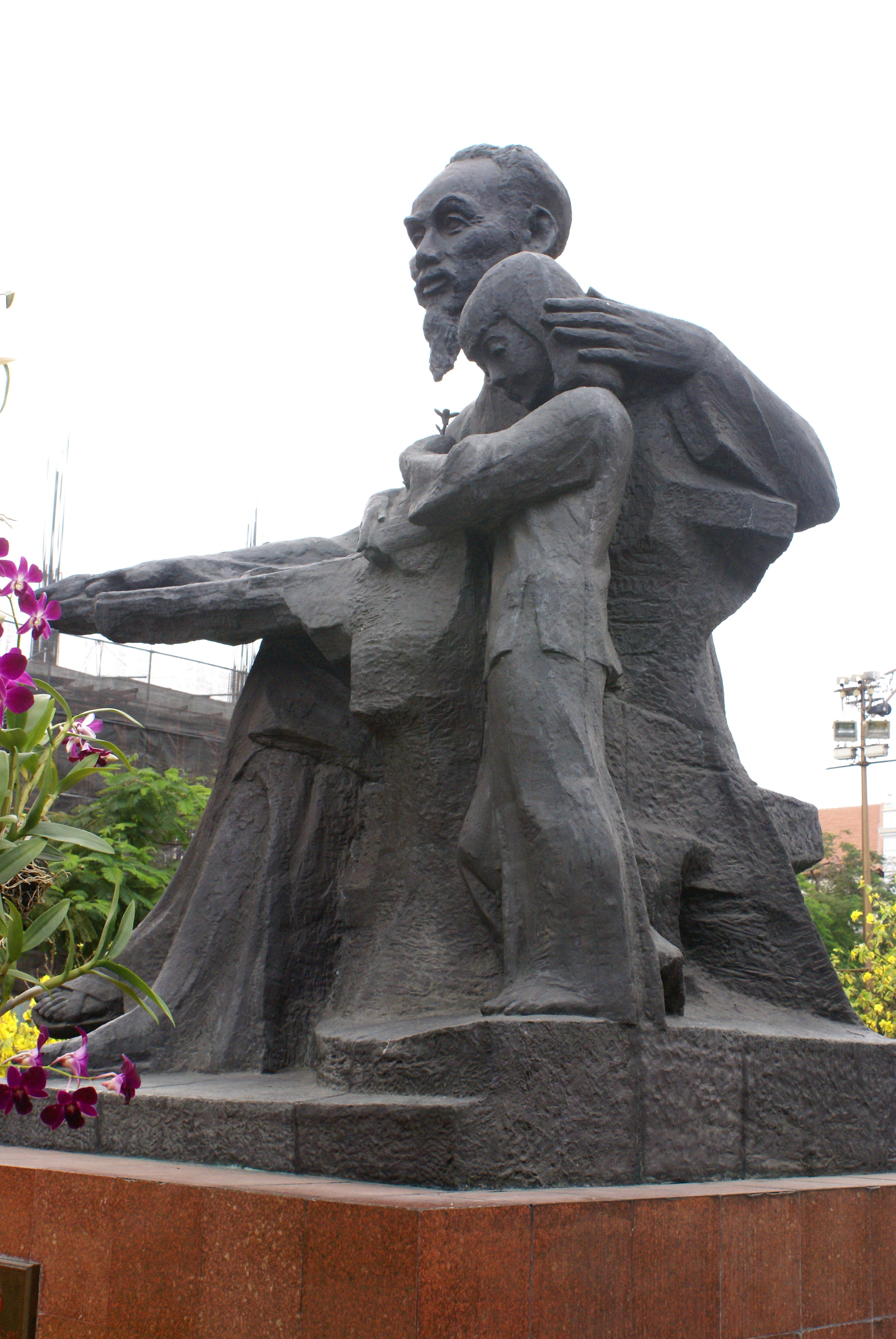
베트남 호찌민 시에 위치한 호찌민 동상.

베트남 공산 정권은 1950년경 북베트남 시절에 호찌민을 중심으로 한 개인 숭배를 벌였고 후의 베트남의 통일 이후에 남쪽으로 확대되었다. 호찌민은 학교에서 학생들에게 자주 영웅시되고, 출판물이나 방송에서 호찌민이나 그의 결함에 대해서 비판적인 사람들은 그것을 보도한 아나운서와 함께 “인민 혁명에 반한다”라는 구실로 체포되거나 벌금형을 선고받는다. 호찌민은 베트남 공산당으로부터 “불변의 성인”으로 종교적인 지위를 받는다. 이후 남베트남의 수도 사이공은 베트남 전쟁 이후 호찌민 시로 개명되었다.

### 자이르
모부투 세세 세코는 자이르(현 콩고 민주 공화국)에서 신과 같은 대중적인 이미지를 만들었다. 모부투는 국가를 중앙 집권화했고, 막대한 부를 쌓았으나 경제적인 후퇴를 받았고 인권 탄압의 비판을 받았다.

## 같이 보기
- 마우솔레움

## 참조 문헌
1. ↑  Politics and Education in Argentina, 1946-1962, by Mónica Esti Rein; trans by Martha Grenzeback. Published by M. E. Sharpe, Armonk, NY/London, 1998, p. 79-80.
2. ↑  Short, Philip. Pol Pot: Anatomy of a Nightmare. New York: Henry Holt and Company. 2005.
3. ↑  [Blundy & Lycett 1987, p. 20.]
4. ↑  [Kawczynski 2011, p. 191]
5. ↑  “보관된 사본” (PDF). 2013년 10월 26일에 원본 문서 (PDF)에서 보존된 문서. 2012년 4월 10일에 확인함.
6. ↑  “보관된 사본”. 2013년 9월 6일에 원본 문서에서 보존된 문서. 2013년 9월 17일에 확인함.
7. ↑  Personenkulte Im Stalinismus By Klaus Heller, Jan Plamper, V&R unipress GmbH, 2004
8. ↑  Syria Beyond the Peace Process, By Daniel Pipes, (NY 1995) page 15-16
9. ↑  Commanding Syria: Bashar Al-Assad And the First Years in Power (B.Tauris, 2007), By Eyal Zisser, page 50
10. ↑  Paul Preston, Chapter 6 "The Making of a Caudillo" in Franco: A Biography (1993), pp. 171–198
11. ↑  The Splintering of Spain, pp. 2–3 Cambridge University Press,
12. ↑  Roman, Mar. "Spain frets over future of flamenco." 27 October 2007. Associated Press.
13. ↑  Navaro-Yashin, Yael (2002). Faces of the State: Secularism and Public Life in Turkey.
14. ↑  Yonah, Alexander (2007). Turkey: Terrorism, Civil Rights, and the European Union.
15. ↑  Touraj Atabaki; Erik J. Zurcher (1 September 2004). [Men of Order: Authoritarian Modernization Under Atatürk and Reza Shah.] I.B.Tauris. p. 4.
16. ↑  M. Hakan Yavuz (19 February 2009). Secularism and Muslim Democracy in Turkey. Cambridge University Press. p. 120. ISBN 978-0-521-88878-3. Retrieved 21 June 2013. "In other works there is a deeply internalized notion of Ataturk as the “father” of the Turks, and all politicians are very much measured against his cult of personality."
17. ↑  “보관된 사본”. 2014년 5월 2일에 원본 문서에서 보존된 문서. 2014년 6월 1일에 확인함.
18. ↑  “보관된 사본”. 2014년 5월 2일에 원본 문서에서 보존된 문서. 2014년 6월 1일에 확인함.